# Mórahalom
Mórahalom je mesto na Madžarskem, ki upravno spada pod podregijo Mórahalmi Županije Csongrád.